# Lista de membros da Royal Society eleitos em 2012
Esta é uma lista de Membros da Royal Society eleitos em 2012.

## Fellows
1. Varinder Aggarwal
2. John Aggleton
3. Shankar Balasubramanian
4. Philip Nigel Bartlett
5. Alan Bundy
6. Jeremy Burroughes
7. Gordon Dougan
8. Michele Dougherty
9. Christopher Dye
10. Garret Fitzgerald
11. Patrick William Fowler
12. Hermann Maria Hauser
13. Alasdair Iain Houston
14. Christopher Michael Hull
15. Steve Jones (biólogo)
16. Dominic David Joyce
17. Richard Kerswell
18. Chandrashekhar Khare
19. David Klenerman
20. Tony Kouzarides
21. Russell Lande
22. Julian Lewis
23. Eddy Liew
24. Ian Calman Muir MacLennan
25. David MacMillan
26. Trevor John McDougall
27. John Michael McNamara
28. Andrew John McWalter Millar
29. David Owen Morgan
30. Hugh O'Neill
31. Michael Petrides
32. Margaret Scott Robinson
33. Brian Schmidt
34. Chris David Thomas
35. Hywel Rhys Thomas
36. Mathukumalli Vidyasagar
37. K. VijayRaghavan
38. Tejinder Virdee
39. Gabriel Waksman
40. Ian Alexander Walmsley
41. Mark Warner
42. Timothy John Williams
43. Stephen Withers
44. Daniel Wolpert

## Foreign Members
1. Bonnie Bassler
2. Ralph Cicerone
3. Avelino Corma
4. Jack Dixon
5. Denis Duboule
6. Paul Ralph Ehrlich
7. Reinhard Genzel
8. Guangzhao Zhou